# Edinburgh Castle (Jamaika)
Edinburgh Castle ist ein Anwesen und heutzutage verfallene Villa (great house) in St Ann, Jamaika. Es wurde von Jamaikas erstem verzeichneten Serienmörder, Lewis Hutchinson, erbaut. Es hatte zwei kreisförmige Schießschartentürme, diagonal voneinander. Die Ruine befindet sich auf der Liste der nationalen Denkmäler Jamaikas.
Nicht weit entfernt befindet sich ein kleines Dorf mit demselben Namen.18° 14′ N, 77° 13′ W
Ebenfalls befindet sich eine kleine Siedlung unter diesem Namen in St Thomas.17° 54′ N, 76° 35′ W

## Trivia
Im Videospiel Assassin’s Creed III kann man in einer Nebenmission das Gebäude betreten.